# Berta Ambrož
Berta Ambrož (ur. 29 października 1944 w Kranju, zm. 1 lipca 2003 w Lublanie) – jugosłowiańska piosenkarka pochodzenia słoweńskiego. Reprezentantka Jugosławii w Konkursie Piosenki Eurowizji w 1966 r. z piosenką „Brez besed”.

## Życiorys
Berta Ambrož urodziła się w 1944 r. w Kranju. Uczyła się śpiewu u Very Majdič i Sabiry Hajdarović. Po raz pierwszy wystąpiła  publicznie 25 maja 1965 r. w kinie Center w Kranju. W tym czasie zaczęła także nagrywać dla Radiotelevizija Slovenija (RTV SLO). Jej mentorem był Jože Privšek, który wywarł duży wpływ na jej twórczość muzyczną i powierzał jej wykonywanie wielu swoich piosenek. Przed szerszą publicznością zadebiutowała w 1965 r. piosenką „Mali vragec v očeh” napisaną przez Jure Robežnika na słoweńskim festiwalu piosenki popularnej Slovenska popevka. Zaśpiewała także piosenkę Privška „Luči Ljubljane”, za którą otrzymała trzecią nagrodę publiczności. W tym samym roku wystąpiła na festiwalu Opatijski festival, gdzie zaśpiewała utwór „Pesem zapoj mi nocoj” Borisa Kovačiča i Gregorja Strniše. Jej występy na festiwalach przyczyniły się do wzrostu jej popularności w Jugosławii.   

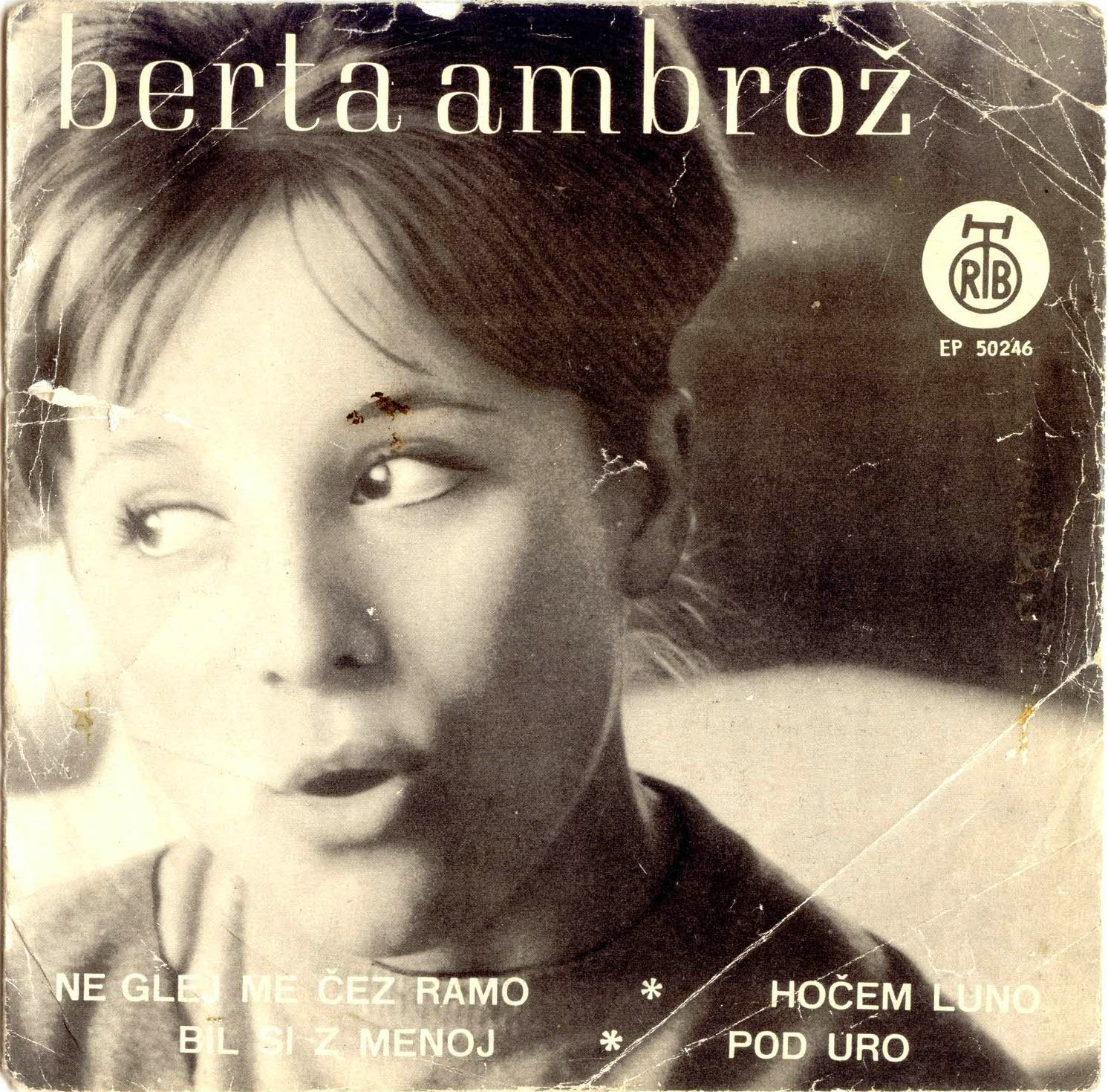
Album Berty Ambrož Ne glej me čez ramo, 1965

W 1966 r. wystąpiła w Lublanie z piosenkami „Jokala bom brez solz” i „Poslednja noč ljubezni” , a także ponownie wystąpiła na opatijskim festiwalu z piosenkami „Odtrgala bom zelen list” autorstwa Mojmira Sepe i „Kadar duma dež” autorstwa Jože Privška. W tym samym roku została wybrana jako reprezentantka Jugosławii w Konkursie Piosenki Eurowizji, w Luksemburgu, z piosenką „Brez besed”. Tekst utworu napisała Elza Budau, a muzykę skomponował Mojmir Sepe. Była to pierwsza piosenka zaśpiewana w języku słoweńskim na Eurowizji. Zajęła siódme miejsce. Muzykę z piosenki „Brez besed” wykorzystał hiszpański zespół Mocedades w swoim występie na Eurowizji w 1973 r. w utworze „Eres tu”, za co oskarżono go o plagiat. W 1994 r. holenderska reprezentantka na Eurowizji Willeke Alberti wydała album, który zawierał angielską wersję tej piosenki. 

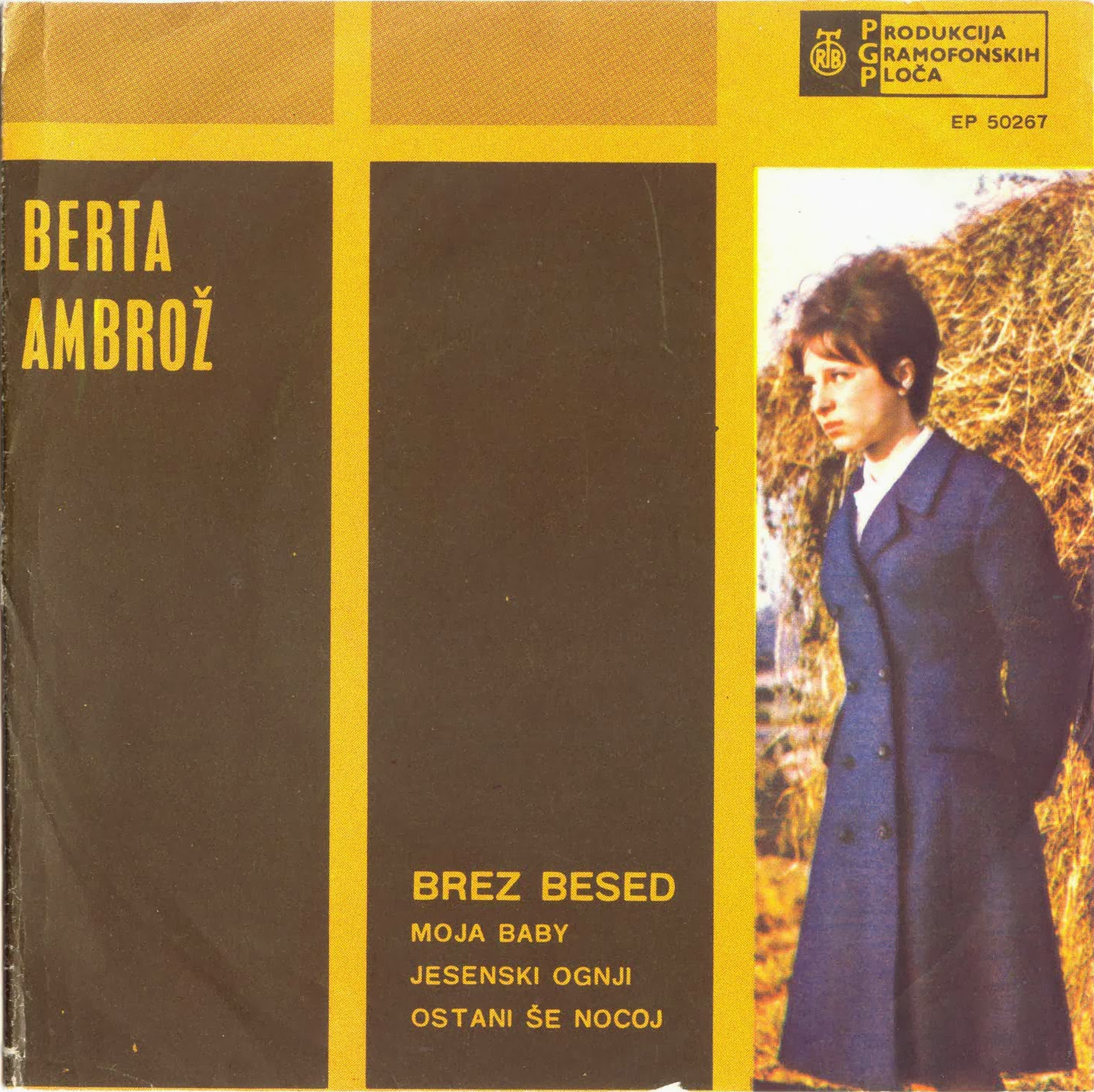
Album Berty Ambrož Brez besed, 1966

Po występie na Eurowizji Berta otrzymała wiele propozycji i zaproszeń z zagranicy, ale nie odpowiedziała na nie. Nadal nagrywała dla RTV SLO i występowała na festiwalu Slovenska popevka, gdzie w 1967 r. zaśpiewała tam „Pišeš mi” Jožeta Privška i „Dan, kot so dnevi” Dušana Porenta a w 1968 r. piosenkę „Veter nosi moj pozdrav” Boruta Lesjaka.  W 1967 r. wystąpiła na festiwalu Opatijski festival  z piosenką „Kdor seje veter” Privška, a 1968 r. z utworem „Mladost Damjana” Mirjam Tozon. Ponownie na festiwalu Slovenska popevka wystąpiła w 1973 r. z piosenką Vaska Repinca „Tivolski pastirček”. W 1974 r. popularność zyskała piosenka „Ša-ba-da”, do której muzykę skomponował Aleš Kersnik, tekst napisała Elza Budau. 
Berta Ambrož zrezygnowała z kariery muzycznej, gdy była u szczytu popularności. Zmarła 1 lipca 2003 r. w Lublanie, w wieku 58 lat. W 2007 r. wydawnictwo Založbi kaset in plošč RTV Slovenija wydało płytę Brez besed zawierającą jej największe hity.